# Всё из ничего: Как возникла Вселенная
Всё из ничего: Как возникла Вселенная (англ. A Universe from Nothing: Why There Is Something Rather than Nothing) — научно-популярная книга физика Лоуренса М. Краусса, первоначально опубликованная 10 января 2012 года издательством Free Press. В ней обсуждается современная космогония и её значение для дебатов о существовании Бога. Основная тема книги заключается в том, как «мы обнаружили, что все признаки указывают на вселенную, которая могла и правдоподобно возникла из более глубокого ничто — включая отсутствие самого пространства и — которая однажды может превратиться в ничто посредством процессов, которые могут не только быть понятными, но также и процессов, не требующих какого-либо внешнего контроля или направления».

## Публикация
Книга заканчивается послесловием Ричарда Докинза, в котором он сравнивает книгу с «Происхождением видов» — сравнение, которое сам Краусс назвал «претенциозным». Кристофер Хитченс согласился написать предисловие к книге перед своей смертью, но был слишком болен, чтобы закончить его. Для написания книги Краусс расширил материал лекции о космологических последствиях плоской расширяющейся Вселенной, которую он прочитал Фонду Ричарда Докинза на конференции Международного альянса атеистов в 2009 году. 29 января 2012 года книга появилась в списке бестселлеров New York Times.

## Реакция критики
В New York Times философ науки и физик Дэвид Альберт говорит, что книга не соответствует своему названию; он утверждал, что Краусс отклонил опасения по поводу того, что Альберт указывает как неправильное употребление термина «ничто», поскольку, если материя происходит из релятивистских квантовых полей, возникает вопрос, откуда взялись эти поля, что Краусс не обсуждает.
Калеб Шарф в Nature отметил, что «в этой замечательной истории было бы легко упиваться самовосхвалением, но Краусс руководит ею трезво и изящно».
Рэй Джаявардхана, канадский научный руководитель наблюдательной астрофизики в Университете Торонто, написал для The Globe and Mail, что Краус «обеспечивает энергичную, динамичную игру в современной космологии и её сильной основе в астрономических наблюдениях и теории физики элементарных частиц» и что он «приводит убедительные доводы в пользу того, что окончательный вопрос о космическом происхождении — а именно, что вселенная может возникнуть из ничего — относится к сфере науки, а не теологии или философии».
Майкл Брукс в New Scientist писал: «Краусс будет проповедовать только обращённым. Тем не менее, мы должны быть счастливы, что нам так разумно проповедуют. Чего нельзя сказать о послесловии Докинза, которое одновременно излишне и глупо».
Комментируя философские дебаты, вызванные книгой, физик Шон М. Кэрролл спросил: «Помогают ли достижения современной физики и космологии нам ответить на эти основополагающие вопросы о том, почему вообще существует нечто, называемое Вселенной, и почему существуют такие вещи, которые называются „законы физики“, и почему эти законы, кажется, принимают форму квантовой механики, и почему нечто частично является волновой функцией и частично гамильтонианом? Одним словом: нет. Я не понимаю, как это возможно».
Книга получила высокие оценки экспертов программы «Всенаука» и с 2022 года распространяется в электронном виде бесплатно для всех читателей.